# Морне (соус)
Соус Морне (фр. Sauce Mornay) — французький соус, який готується на основі соусу бешамель, з додаванням яєчного жовтка та твердого тертого сиру.
Для приготування соусу Морне традиційно використовують витриманий сир грюєр. З метою економії його можна замінити на емменталь, конте або, в крайньому разі, 12-місячним «старим голландцем». Також гурмани допускають як інгредієнт Реджано Парміджано або чеддер (особливо, якщо передбачається використовувати соус Морне для пасти).
Зазвичай Морне подають до запеченої яєчно-овочевої суміші, наприклад до гратенів з мангольду, та іншим подібним запіканкам, а також до макаронів з сиром. Але підійде він і до курки, риби, молюсків.

## Походження
Походження назви соусу Морне залишається відкритим питанням. Він може бути названий на честь герцога Філіпа де Морне (1549–1623 рр.), Губернатора Сомюру, французького політичного діяча-гугенота, дипломата та письменника, одного з найближчих сподвижників Генріха Наваррського. Однак основа соусу Морне, соус велюте для бешамеля, за часів життя герцога фактично ще не був створений, що ставить під сумнів цю гіпотезу.
Соус Морне не задокументований до 1820 року. Він вперше згадується в 10-му виданні французької кулінарної енциклопедії Le Cuisinier royal, переважно довідковому посібнику французького професійного кухаря, яка витримала не менше 32-х видань.
Назва соусу було введено в лексикон вищого суспільства Франції при королі Карлі X. В меню популярного ресторану «Гран Вефур», розташованого в аркадах паризького Пале-Рояля, соус Морне був проілюстрований двома витонченими чоловіками, маркізом де Морне та його братом графом Шарлем. Вони фігурують в мемуарах леді Блессінгтон про перебування в Парижі в 1828–1829 роках «Нероба у Франції» та також можуть бути названі епонімом цього французького соусу.